# Valleberga landskommun
Valleberga landskommun var en tidigare kommun i dåvarande Kristianstads län.

## Administrativ historik
Kommunen bildades i Valleberga socken i Ingelstads härad i Skåne när 1862 års kommunalförordningar trädde i kraft. 
Vid kommunreformen 1952 uppgick kommunen i Löderups landskommun som 1971 uppgick i Ystads kommun.

## Politik

### Mandatfördelning i Valleberga landskommun 1938-1946
| 13 | 6 |

| 19 |

| 19 |

| 19 |

| 7 | 7 | 5 |

| 19 |